# Ріу-Негру
Ріу-Негру (порт. Rio Negro, ісп. Río Negro — «чорна річка», у верхній течії ісп. Guainía) — найбільша ліва притока Амазонки, вода якої має насичений чорний колір.

## Загальні відомості
Джерело річки розташоване на межі басейнів Амазонки та Ориноко, з останньою її також з'єднує природний канал Касік'яре. У Колумбії, у верхній течії, річка називається Ґуайнія. Її головні притоки: Ріу-Бранку (ліва), Ваупес (права), яка суперничає за водозбір на східному схилі Анд з притокою Ориноко річкою Гуав'яре. Ріу-Негру зливається з Амазонкою, яка вище по течії часто називається Ріу-Соліман (Rio Solimões) біля бразильського міста Манаус. Довжина річки становить 2250 км, середньорічний стік на станції Серрінга — 15 980 м³/с, у гирлі, біля міста Манаус — 29 300 м³/с (за іншими даними — 28 400 м³/с). Площа річкового басейну становить 691 000 км² (за іншими даними — 720 114 км²).
Ріу-Негру судноплавна близько 800 км від гирла, хоча її глибина зменшується до 1 м протягом сухого сезону. Під час сезону дощів річка заливає велику площу, розливаючись до 20 км, на 650 км від гирла. Протягом цього часу, від квітня до жовтня, річка являє собою послідовність лагун, довгих островів і заплутаних каналів. У верхній течії в передгір'ях Анд, вище за впадіння Ваупес, річка дуже вузька, швидка та має багато порогів, водовертей та водоспадів. Попри це, каное і моторні баркаси можуть підніматися до містечка Сан-Габріель-да-Кажуейра в Андах.
Назва річки походить від чорного кольору її води, що нагадує кольором чай. Цей темний колір є наслідком перегнивання листя, яке річка збирає з навколишніх лісів.